# Herb gminy Gorzków
Herb gminy Gorzków – symbol gminy Gorzków, ustanowiony 13 marca 2008.

## Wygląd i symbolika
Herb przedstawia na tarczy w polu czerwonym srebrny krzyż łaciński, a poniżej jego lewego ramienia złoty księżyc, zwrócony barkiem w lewo. Jest to godło z herbu Tarnawa, którym posługiwał się ród Gorzkowskich, który był właścicielem Gorzkowa i okolic.
Herbu Tarnawa gmina używała jako swojego symbolu przed 2008, oficjalnie został on ustanowiony 13 marca 2008, po otrzymaniu pozytywnej opinii Komisji Heraldycznej.